# Mahal II
Mahal II is een bestuurslaag in het regentschap Lembata van de provincie Oost-Nusa Tenggara, Indonesië. Mahal II telt 515 inwoners (volkstelling 2010).